# Clematis flabellata
Clematis flabellata är en ranunkelväxtart som beskrevs av Takenoshin Nakai. Clematis flabellata ingår i släktet klematisar, och familjen ranunkelväxter. Inga underarter finns listade i Catalogue of Life.